# ジョイまっくす
ジョイまっくすポコは、株式会社Honey Rushのマネージャー。元株式会社ニトロプラス広報担当者及び、株式会社MAGES.社員。

## 経歴
2013年7月15日にニトロプラスを退社。2014年7月18日「ジョイまっくすポコ」と改名。フリーで様々なゲーム作品の広報業務に携わったのち、MAGES.に入社、店舗ラウンド(店舗巡回)、アイドル運営スタッフ、音響制作等に携わった後、2022年3月退社。2023年5月よりHoney Rushの営業マネージャー、Honey Bombのブッキングマネージャーとして勤務。
「最狂広報」を名乗り、性別は男でも女でもないオメスとしている。千葉県我孫子市出身。8月27日生まれ。A型。

## 人物
名前の由来は、”ジョイ”と“まっくす”は親戚の犬2匹の名前で“ポコ”はジョイの家で飼ってた名前を組み合わせたもの。当初は「ジョイマックス」とすべてカタカナ表記だったが、外国人と間違われることがあったため、現在の表記に変更した。
出典 「伊福部崇 ラジオのラジオ」より
歌手・声優の栗林みな実や歌手のいとうかなことはデビュー以前からの付き合い。
TOKYO FMの番組に、ジョイと同社作品の主題歌を歌っている歌手のいとうかなこが一緒にゲスト出演した際、いとうの「今度一緒にラジオをやりたいね」という社交辞令を真に受けてしまい、広報という立場をフルに活用し、無理やりニトロプラスのインターネットラジオ『アフロプラスパラダイス』を製作させてしまった。
ワイルド三人娘というユニットに参加して歌っている。
2002年の「第二回日本オタク大賞」では「宣伝するゲームよりも目立つ広報マン」として評価され“児玉さとみ賞”を受賞。2008年にはグッドスマイルカンパニーのフィギュアシリーズ「ねんどろいど」からフィギュアが発売された（ワンダーフェスティバル2008冬限定商品）。

## 出演

### ラジオ
- ちよれんちゃんねる♪（2002年 7月 - 12月）
- ♭帰ってきたちよれんちゃんねる♪（2003年3月）
- 音速♪ひとみしりちゃんねる（2003年7月 - 9月）
- アフロプラスパラダイス（2003年10月 - 2007年 3月）
- 君のぞらじお（地上派版：2003年10月 - 2005年3月 / WEB版：2005年4月 - 2007年12月）
- 君のぞらじお 〜Next Season〜（2008年1月 - 12月）
- ファントムらじお〜明るい未来計画〜（2009年3月 - 9月）
- アフターアフパラ（2009年4月 - 2010年4月）
- ラジオCHAOS;HEAD Love×2中毒注意報（2010年2月 - 4月　※天の声出演）
- ラジオCHAOS;HEAD3 Love×2中毒注意報♥Portable！（2010年11月 - 2011年1月 ※宣伝コーナー担当）
- STEINS;GATEラジオ　未来ガジェット電波局（2011年4月 - 9月）
- 蒼井翔太の青空サンシャイン with ジョイまっくす（2014年5月12日 - 9月7日）[6]
- 蒼井翔太の青空サンシャイン with ジョイまっくすポコ（2015年6月29日 - ）

### WEB動画配信
- アフロプラスパラダイス10みにっつ（2009年2月 - 8月）

### テレビ
- 「萌えの時代〜ニッポンを救う心のビジネス〜」（2009年5月8日、テレビ埼玉）
- ブラスレイター特別編「ブラナビ」（2009年6月、テレビ神奈川ほか）
- 「MAG・ネット 〜マンガ・アニメ・ゲームのゲンバ〜」（2012年3月3日、NHK総合 ※インタビュー）

### テレビアニメ
- 機神咆吼デモンベイン（2006年、ジョイまっくす 役）

### ゲーム
- 機神咆吼デモンベイン（2004年、怨霊01 役）
- 機神飛翔デモンベイン（2006年、マーシュ 役）

### CD
ワイルド三人娘名義については同項目を参照
- Fight〜ランブリングエンジェルのテーマ〜（2004年5月4日 ちよれん関連の歌手による応援歌）
- NITRO SUPER SONIC 2005 LIVE CD（2005年8月26日 「最狂広報！ジョイまっくすのテーマ」収録）
- 機神咆吼デモンベイン ミニドラマCD volume-01（覇道財閥執事総合管理部門部長、偽アル・アジフ〈アル・アジプ〉 役）

### イベントなど
- 「エロゲートークライブ2000 〜夏の陣〜!!」（2000年8月5日　LOFT PLUS ONE）
- 「ちよれん祭り」（2001年12月28日　ヤマギワソフトビル8F、ソフマップ本店10F、廣瀬本社ビル1F/B1F）
- 「ちよれん大サーカスinドルパ」（2002年5月5日　東京国際展示場）
- 「『ちよれんちゃんねる♪』公開録音」（2002年11月20日　秋葉原LAOX[アソビットシティー]）
- 「C2 ちよれん祭り2002 ペ・ライブ蟹」（2002年12月28日　東京厚生年金会館）
- 「『女医○っくす』発売記念トークライブin札幌」（2003年3月18日　札幌市・ブルースアレイ）
- 「荒唐無稽ニトロスーパーライブ」（2003年7月6日　原宿アストロホール）
- 「デモンベイン 2m model 竣工式」（2003年12月21日　秋葉原ラジオ会館8階大ホール）
- 「ランブリングトルネードVSちよれん大サーカス2」（2004年5月3日　東京国際展示場）
- 「2mデモンベイン全国行脚」(2004年5月20日　ソフマップ GIGA STORE 名古屋駅ナカ店）
- 「2mデモンベイン全国行脚」(2004年6月2日　ソフマップ 難波ザウルス店）
- 「2mデモンベイン全国行脚」(2004年7月1日　TSUTAYA 渋谷店）
- 「2mデモンベイン全国行脚」(2004年7月15日　アニメイト 池袋店）
- 「ファントム メモリアル ライブ」（2004年11月27日　Club labo）
- 「ジョイまっくす「天使ノ二挺拳銃」プレゼンイベント」（2005年1月15日　広島・徳島）
- 「NITRO SUPER SONIC 2005」（2005年5月1日　横浜BLITZ）
- 「プレゼン オブ ジョイ トーク〜魔なる京にアフロは塵りぬるを〜」（2005年5月22日　広島）
- 「プレゼン オブ ジョイ トーク〜魔なる京にアフロは塵りぬるを〜」（2005年6月4日　秋葉原）
- 「プレゼン オブ ジョイ トーク〜魔なる京にアフロは塵りぬるを〜」（2005年6月5日	札幌）
- 「プレゼン オブ ジョイ トーク〜魔なる京にアフロは塵りぬるを〜」（2005年6月11日　名古屋）
- 「“いとうかなこ”の2ndアルバム「サイン」発売記念イベント」（2005年6月12日　名古屋グッドウィルAMP）
- 「プレゼン オブ ジョイ トーク〜魔なる京にアフロは塵りぬるを〜」（2005年6月17日	秋葉原）
- 「プレゼン オブ ジョイ トーク〜魔なる京にアフロは塵りぬるを〜」（2005年6月18日	新潟）
- 「プレゼン オブ ジョイ トーク〜魔なる京にアフロは塵りぬるを〜」（2005年6月19日	福島）
- 「Dream Party大阪 2005 春」（2005年6月26日　インテックス大阪2号館）
- 「コミックマーケット68」（2005年8月12日 - 14日　東京国際展示場）
- 「ワンダーフェスティバル2005 夏」（2005年8月21日　東京国際展示場）
- 「アカネマニアックスアニメ化記念ツアー”次女の奇妙な冒険”」（2005年9月 - 10月　東京、札幌、名古屋、福岡、大阪）
- 「君のぞらじお感謝祭”萌・川崎博”」（2005年9月24日　クラブチッタ川崎）
- 「美少女フィギュアコンベンション」（2005年9月25日　大田区産業プラザ　大展示ホール）
- 「生アフパライブ」（2005年11月3日 LaOX本社ビル 3F 特設会場）
- 「真・君のぞらじお」（2005年12月18日　横浜BLITZ）
- 「コミックマーケット69」（2005年12月29日 - 30日　東京国際展示場）
- 「ワンダーフェスティバル 2006　冬」（2006年2月19日　東京国際展示場）
- 「君のぞらじお感謝祭 Love Adventure」（2006年4月7日 ※1日目のみ出演　東京厚生年金会館）
- 「プレゼンイベント：羽撃け！ 機神ジョイまっくすのマスターは君だ！」（2006年4月22日　秋葉原）
- 「プレゼンイベント：羽撃け！ 機神ジョイまっくすのマスターは君だ！」（2006年4月23日　徳島）
- 「プレゼンイベント：羽撃け！ 機神ジョイまっくすのマスターは君だ！」（2006年4月29日　郡山）
- 「プレゼンイベント：羽撃け！ 機神ジョイまっくすのマスターは君だ！」（2006年4月30日　仙台）
- 「機神合体デモンベインLIVE－7つの機神がひとつになって－」（2006年5月6日　横浜BLITZ）
- 「プレゼンイベント：羽撃け！ 機神ジョイまっくすのマスターは君だ！」（2006年5月13日　大阪）
- 「プレゼンイベント：羽撃け！ 機神ジョイまっくすのマスターは君だ！」（2006年5月14日　名古屋）
- 「プレゼンイベント：羽撃け！ 機神ジョイまっくすのマスターは君だ！」（2006年5月20日　秋葉原）
- 「プレゼンイベント：羽撃け！ 機神ジョイまっくすのマスターは君だ！」（2006年5月21日　札幌）
- 「デモンベイン・ナイト」（2006年6月17日　秋葉原・石丸電気ソフト2 8Fイベントフロア）
- 「ゲーマーズ10周年 プレイベント『機神咆吼デモンベイン』上映会」（2006年7月1日　代々木アニメーション学院アキバ校）
- 「コミックマーケット70」（2006年8月11日 - 13日　東京国際展示場）
- 「ワンダーフェスティバル2006　夏」（2006年8月20日　東京国際展示場）
- 「速瀬水月聖誕祭」（2006年8月27日　LOVE HOUSE FAB）
- 「NITRO SUPER SONIC 2006」（2006年10月14日　メルパルクホール）
- 「âge EXPO 2006」（2006年12月29・30日　秋葉原クロスフィールド AKIBA SQUARE）
- 「速瀬水月聖誕祭2007」（2007年8月27日　日本青年館）
- 「NITRO SUPER SONIC 2007」（2007年11月4日　品川プリンス　ステラボール）
- 「THE CHiRAL NIGHT ZERO」（2007年12月9日　下北沢CLUB251）
- 「THE CHiRAL NIGHT ZERO 追加公演」（2008年1月13日　新宿LOFT）
- 「THE CHiRAL NIGHT」（2008年6月7日　Shibuya O-EAST）
- 「STAR MINE GIG -REAL-」（2008年10月13日　表参道FAB）
- 「ニトロプラス10周年記念プロジェクト発表会-EXceeding 10-」（2008年12月25日 秋葉原UDXシアター）
- 「完全合体 DX ゴードーアキバイベント」（2008年12月27日、28日　秋葉原UDXギャラリー）
- 「THE CHiRAL NIGHT -meets sweet pool-」（2009年3月14日　赤坂BLITZ）
- 「NITRO SUPER SONIC 10th Anniversary」（2009年6月27日　JCBホール)
- 「ワンダーフェスティバル2009　春」（2009年7月26日　幕張メッセ）
- 「TVアニメ「Phantom」DVD発売記念イベント」（2009年8月1日　東京・秋葉原）
- 「コミックマーケット76」（2009年8月14日 - 16日　東京国際展示場）
- 「sweet pool cafe」（2009年9月18日 - 27日　キュアメイドカフェ、QUEEN DOLCE）
- 「アニメソングDelight episode.11th」（2009年9月19日　アメリカ村FANJtwice）
- 「痛Gふぇすた in お台場」（2009年10月4日　東京都・お台場レインボータウン）
- 「ジョイまっくす presents 善悪相殺ジョイプレゼン」（2009年10月10日　メロンブックス日本橋店）
- 「『シュタインズ・ゲート』発売記念イベント」（2009年10月17日　代々木アニメーション学院アキバ校）
- 「ドリームパーティ東京2009　秋」（2009年10月25日　東京国際展示場）
- 「アキバ系トークライブ88」（2009年10月30日　秋葉原キュアメイドカフェ）
- 「ドリームパーティ大阪2009　秋」（2009年11月15日　インテックス大阪）
- 「コミックマーケット77」（2009年12月29日 - 31日　東京国際展示場）
- 「ワンダーフェスティバル2010　冬」（2010年2月7日　幕張メッセ）
- 「カオスヘッドらぶChu☆chu!特製ポケットティッシュ配布会」（2010年2月12日　東京・秋葉原）
- 「カオスヘッドらぶChu☆chu!プレゼンイベント+特製ポケットティッシュ配布会」（2010年2月20日　大阪・なんば）
- 「カオスヘッドらぶChu☆chu!特製ポケットティッシュ配布会」（2010年2月21日　神戸）
- 「カオスヘッドらぶChu☆chu!プレゼンイベント+特製ポケットティッシュ配布会」（2010年2月26日　東京・秋葉原）
- 「カオスヘッドらぶChu☆chu!特製ポケットティッシュ配布会」（2010年3月6日　新潟）
- 「カオスヘッドらぶChu☆chu!プレゼンイベント+特製ポケットティッシュ配布会」（2010年3月7日　名古屋）
- 「カオスヘッドらぶChu☆chu!特製ポケットティッシュ配布会」（2010年3月19日　東京・秋葉原）
- 「カオスヘッドらぶChu☆chu!特製ポケットティッシュ配布会」（2010年3月20日　東京・池袋）
- 「Nitro+ CHiRAL PARTY」（2010年3月22日　パセラリゾーツ銀座店ベノア）
- 「カオスヘッドらぶChu☆chu!特製ポケットティッシュ配布会」（2010年3月25日　東京・秋葉原）
- 「東京国際アニメフェア2010」（2010年3月27日、28日　東京国際展示場）
- 「Nitro+CHiRAL Labo」（5月1日 - 9日　新宿マルイ ワン）
- 「ドリームパーティ東京2010　春」（2010年5月3日　東京国際展示場）
- 「Windows版『STEINS;GATE』特製ペーパーうちわ配布会」（2010年6月25日　秋葉原各店舗）
- 「『先生っ シュタインズがしゅたいんです！』"ジョイまっくす"うちわ配布ツアー」（2010年7月17日　大阪）
- 「『先生っ シュタインズがしゅたいんです！』"ジョイまっくす"うちわ配布ツアー」（2010年7月18日　神戸）
- 「『先生っ シュタインズがしゅたいんです！』"ジョイまっくす"うちわ配布ツアー」（2010年7月19日　徳島）
- 「『先生っ シュタインズがしゅたいんです！』"ジョイまっくす"うちわ配布ツアー」（2010年7月23日　渋谷）
- 「『先生っ シュタインズがしゅたいんです！』"ジョイまっくす"うちわ配布ツアー」（2010年7月24日　秋葉原）
- 「ワンダーフェスティバル2010　夏」（2010年7月25日　幕張メッセ）
- 「『先生っ シュタインズがしゅたいんです！』"ジョイまっくす"うちわ配布ツアー」（2010年7月31日　新潟）
- 「『先生っ シュタインズがしゅたいんです！』"ジョイまっくす"うちわ配布ツアー」（2010年8月1日　仙台）
- 「『先生っ シュタインズがしゅたいんです！』"ジョイまっくす"うちわ配布ツアー」（2010年8月7日　名古屋）
- 「村正夏祭り 後編<葉月> in もののぷ＆月あかり夢てらす」（2010年8月8日のみ　川崎・アニソンバー 月あかり夢てらす）
- 「秋葉原電気外祭り3」（2010年8月12日のみ　秋葉原UDX AKIBA_SQUARE・ベルサール秋葉原・秋葉原協力店舗各店）
- 「コミックマーケット78」（2010年8月13日 - 15日　東京国際展示場）
- 「『先生っ シュタインズがしゅたいんです！』"ジョイまっくす"うちわ配布ツアー」（2010年8月21日　大宮）
- 「『先生っ シュタインズがしゅたいんです！』"ジョイまっくす"うちわ配布ツアー」（2010年8月22日　横浜）
- 「『先生っ シュタインズがしゅたいんです！』"ジョイまっくす"うちわ配布ツアー」（2010年8月25日　秋葉原）
- 「Windows版『STEINS;GATE』発売記念抽選会」（2010年8月26日　ソフマップ秋葉原アミューズメント館）
- 「Windows版『STEINS;GATE』発売記念抽選会」（2010年8月27日　ソフマップ大阪ザウルス1ソフト館）
- 「Windows版『STEINS;GATE』発売記念イベント」（2010年9月3日　ソフマップ秋葉原アミューズメント館）
- 「ドリームパーティ東京2010　秋」（2010年10月3日　東京国際展示場）
- 「痛Gふぇすた in お台場」（2010年10月10日　東京都・お台場レインボータウン）
- 「THE CHiRAL NIGHT 5th ANNIVERSARY」（2010年10月31日　JCBホール）
- 「ケツまつ、ア★ナ★ルのウンしだい。ガンカケティッシュ配布 四大都市ツアー」（2010年11月26日　秋葉原）
- 「ケツまつ、ア★ナ★ルのウンしだい。ガンカケティッシュ配布 四大都市ツアー」（2010年12月4日　神戸）
- 「ケツまつ、ア★ナ★ルのウンしだい。ガンカケティッシュ配布 四大都市ツアー」（2010年12月5日　大阪）
- 「ケツまつ、ア★ナ★ルのウンしだい。ガンカケティッシュ配布 四大都市ツアー」（2010年12月10日　秋葉原）
- 「ケツまつ、ア★ナ★ルのウンしだい。ガンカケティッシュ配布 四大都市ツアー」（2010年12月11日　名古屋）
- 「ケツまつ、ア★ナ★ルのウンしだい。ガンカケティッシュ配布 四大都市ツアー」（2010年12月12日　池袋）
- 「ケツまつ、ア★ナ★ルのウンしだい。発売記念ガンカケ抽選会！」（2010年12月17日　東京・秋葉原）
- 「ケツまつ、ア★ナ★ルのウンしだい。発売記念ガンカケ抽選会！」（2010年12月18日　大阪・日本橋）
- 「コミックマーケット79」（2010年12月29日 - 31日　東京国際展示場）
- 「ワンダーフェスティバル2011　冬」（2011年2月6日　幕張メッセ）
- 「『シュタインズ・ゲート』痛車キャラバンツアー」（2011年5月2日　名古屋地区）
- 「『シュタインズ・ゲート』痛車キャラバンツアー」（2011年5月3日　京都・大阪地区）」
- 「『シュタインズ・ゲート』痛車キャラバンツアー」（2011年5月4日　神戸地区）
- 「『シュタインズ・ゲート』痛車キャラバンツアー」（2011年5月5日　徳島地区）
- 「マチ★アソビ vol.6」（2011年5月5日のみ　徳島県徳島市）
- 「『シュタインズ・ゲート』痛車キャラバンツアー」（2011年5月6日　広島地区）
- 「『シュタインズ・ゲート』痛車キャラバンツアー」（2011年5月7日　福岡地区）
- 「痛Gふぇすた in お台場2011」(2011年5月22日　東京都・お台場レインボータウン）
- 「08/26『ソニコミ』全国キャンペーン 〜そにジョイがキミに恋をする〜」（2011年6月18日、19日　北海道・札幌）
- 「08/26『ソニコミ』全国キャンペーン 〜そにジョイがキミに恋をする〜」（2011年6月24日　東京・秋葉原）
- 「08/26『ソニコミ』全国キャンペーン 〜そにジョイがキミに恋をする〜」（2011年7月2日　福岡）
- 「08/26『ソニコミ』全国キャンペーン 〜そにジョイがキミに恋をする〜」（2011年7月3日　熊本）
- 「08/26『ソニコミ』全国キャンペーン 〜そにジョイがキミに恋をする〜」（2011年7月9日　徳島）
- 「08/26『ソニコミ』全国キャンペーン 〜そにジョイがキミに恋をする〜」（2011年7月10日　大阪・日本橋）
- 「08/26『ソニコミ』全国キャンペーン 〜そにジョイがキミに恋をする〜」（2011年7月16日　愛知・名古屋）
- 「08/26『ソニコミ』全国キャンペーン 〜そにジョイがキミに恋をする〜」（2011年7月17日　岡山）
- 「08/26『ソニコミ』全国キャンペーン 〜そにジョイがキミに恋をする〜」（2011年7月18日　広島）
- 「08/26『ソニコミ』全国キャンペーン 〜そにジョイがキミに恋をする〜」（2011年7月23日　神奈川・横浜）
- 「ワンダーフェスティバル2011　夏」（2011年7月24日　幕張メッセ）
- 「08/26『ソニコミ』全国キャンペーン 〜そにジョイがキミに恋をする〜」（2011年7月30日　埼玉）
- 「08/26『ソニコミ』全国キャンペーン 〜そにジョイがキミに恋をする〜」（2011年7月31日　新潟）
- 「08/26『ソニコミ』全国キャンペーン 〜そにジョイがキミに恋をする〜」（2011年8月6日　山形）
- 「08/26『ソニコミ』全国キャンペーン 〜そにジョイがキミに恋をする〜」（2011年8月7日　宮城・仙台）
- 「コミックマーケット80」（2011年8月12日 - 14日　東京国際展示場）
- 「マチ★アソビ vol.7」（2011年10月8日のみ　徳島県徳島市）
- 「痛Gふぇすた in お台場2011」（2011年10月9日　東京都・お台場レインボータウン）
- 「ソニコミ発売記念オリジナルクリアファイル＆お手紙配布会」（2011年11月25日　秋葉原ソフマップアミューズメント館）
- 「ソニコミ発売記念オリジナルクリアファイル＆お手紙配布会」（2011年11月26日　日本橋ソフマップなんば店ザウルス1）
- 「コミックマーケット81」（2011年12月29日 - 31日　東京国際展示場）
- 「ワンダーフェスティバル2012　冬」（2012年2月12日　幕張メッセ）
- 「東京国際アニメフェア2012」（3月24日、25日　東京国際展示場）
- 「アニメ コンテンツ エキスポ 2012」（2012年3月31日 - 4月1日　幕張メッセ）
- 「痛Gふぇすた in ニコニコ超会議」（2012年4月28日、29日　幕張メッセ）
- 「マチ★アソビ vol.8」（2012年5月3日 - 5日　徳島県徳島市）
- 「GEORIDE 5th ANNIVERSARY SPECIAL TOUR 2012 愛知・名古屋」（2012年6月9日　名古屋SONSET STRIP）
- 「GEORIDE 5th ANNIVERSARY SPECIAL TOUR 2012 大阪・心斎橋」（2012年6月10日　OSAKA MUSE）
- 「GEORIDE 5th ANNIVERSARY SPECIAL TOUR 2012 宮城・仙台」（2012年6月16日　Hook SENDAI）
- 「GEORIDE 5th ANNIVERSARY SPECIAL TOUR 2012 東京・代官山」（2012年6月23日　代官山UNIT）
- 「ジョイのヴォイドをとりだして！〜壊れるくらいにめちゃくちゃに〜ツアー」（2012年7月7日　北海道）
- 「ジョイのヴォイドをとりだして！〜壊れるくらいにめちゃくちゃに〜ツアー」（2012年7月14日　秋葉原）
- 「ジョイのヴォイドをとりだして！〜壊れるくらいにめちゃくちゃに〜ツアー」（2012年7月15日　仙台）
- 「ジョイのヴォイドをとりだして！〜壊れるくらいにめちゃくちゃに〜ツアー」（2012年7月16日　新潟）
- 「ジョイのヴォイドをとりだして！〜壊れるくらいにめちゃくちゃに〜ツアー」（2012年7月21日　名古屋）
- 「ジョイのヴォイドをとりだして！〜壊れるくらいにめちゃくちゃに〜ツアー」（2012年7月22日　大阪）
- 「ワンダーフェスティバル2012　夏」（2012年7月29日　幕張メッセ）
- 「コミックマーケット82」（2012年8月10日 - 12日　東京国際展示場）
- 「マチ★アソビ vol.9」（2012年10月6日のみ　徳島県徳島市）
- 「痛Gふぇすた in お台場2012」（2012年10月7日　東京都・お台場レインボータウン）
- 「みらくるらりあっと Vol.5」（2012年11月25日　STUDIO PARTITA）
- 「コミックマーケット83」（2012年12月29日 - 31日　東京国際展示場）
- 「ワンダーフェスティバル2013　冬」（2013年2月10日　幕張メッセ）
- 「アニメ コンテンツ エキスポ 2013」（2013年3月30日、31日　幕張メッセ）
- 「マチ★アソビ vol.10」（2013年5月3日 - 5日　徳島県徳島市）
- 「アキバエンタプラス」（2013年5月6日　東京秋葉原・ベルサール秋葉原B1F）
- 「DRAMAtical Murder re:connectディスプレイコンテスト　受賞店の一日店長」（2013年5月18日　アニメイト名古屋店）
- 「DRAMAtical Murder re:connectディスプレイコンテスト　受賞店の一日店長」（2013年5月25日　アニメイト京都店）
- 「DRAMAtical Murder re:connectディスプレイコンテスト　受賞店の一日店長」（2013年6月1日　アニメイト熊本店）
- 「君と彼女と彼女の恋。発売記念イベント　東京秋葉原」（2013年6月28日　アキバ☆ソフマップ1号店）
- 「君と彼女と彼女の恋。発売記念イベント　大阪日本橋」（2013年6月29日　ソフマップなんば店 ザウルス1ソフト館）
- 「ワンダーフェスティバル2013 夏」（2013年7月28日　幕張メッセ）
- 「コミックマーケット84」（2013年8月10日 - 12日　東京国際展示場）
- 「キャラホビ2013 C3×HOBBY」（2013年8月31日 - 9月1日　幕張メッセ）
- 「『間島淳史×下野紘の男気サンシャイン』公開収録」（2013年9月7日　名古屋市・サンシャインサカエ)
- 「東京ゲームショー2013」（2013年9月19日、20日　幕張メッセ）
- 「NITRO SUPER SONIC 2013」（2013年9月21日、22日　東京国際フォーラム ホールA）
- 「痛Gふぇすた in お台場2013」(2013年9月22日　東京都・お台場レインボータウン）